# Klippnejlika
Klippnejlika (Petrorhagia saxifraga) är en nejlikväxtart som först beskrevs av Carl von Linné, och fick sitt nu gällande namn av Heinrich Friedrich Link. Enligt Catalogue of Life ingår Klippnejlika i släktet klippnejlikor och familjen nejlikväxter, men enligt Dyntaxa är tillhörigheten istället släktet klippnejlikor och familjen nejlikväxter. 
Blomman är rosa eller rosalila.
Enligt den svenska rödlistan är arten starkt hotad i Sverige. Arten förekommer i Götaland, Gotland, Öland och Svealand. Artens livsmiljö är jordbrukslandskap, stadsmiljö.

## Underarter
Arten delas in i följande underarter:
- P. s. gasparrinii
- P. s. saxifraga

## Bildgalleri

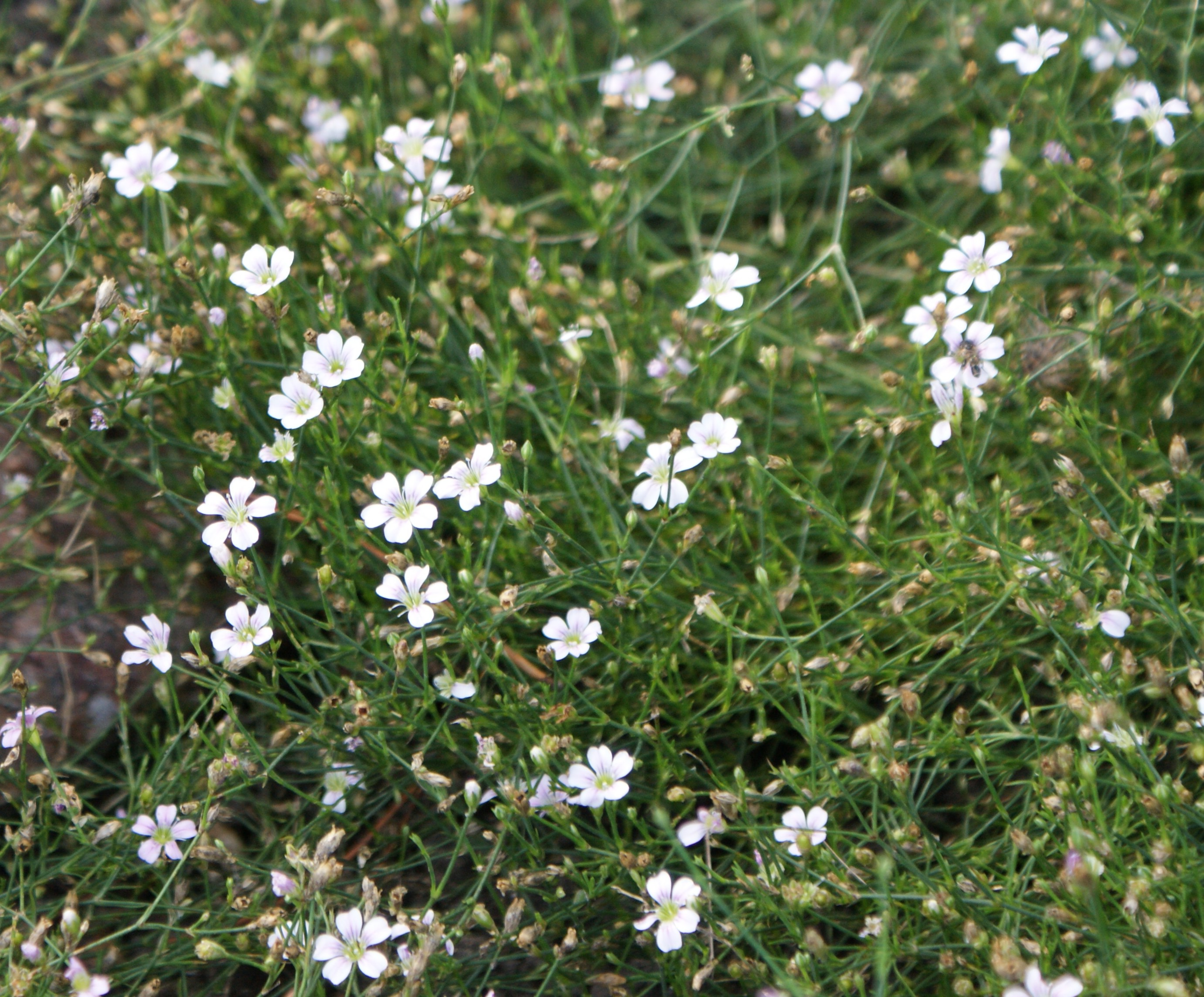
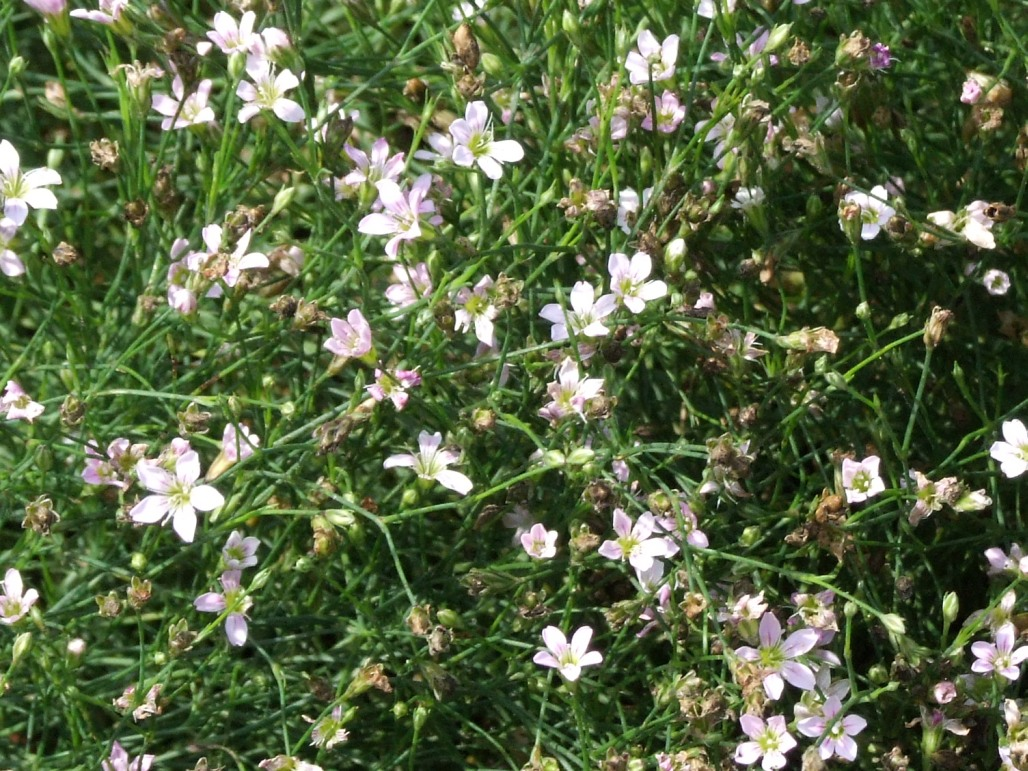
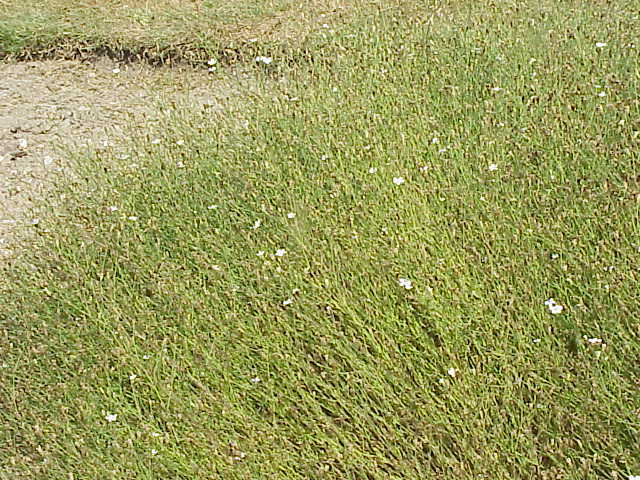
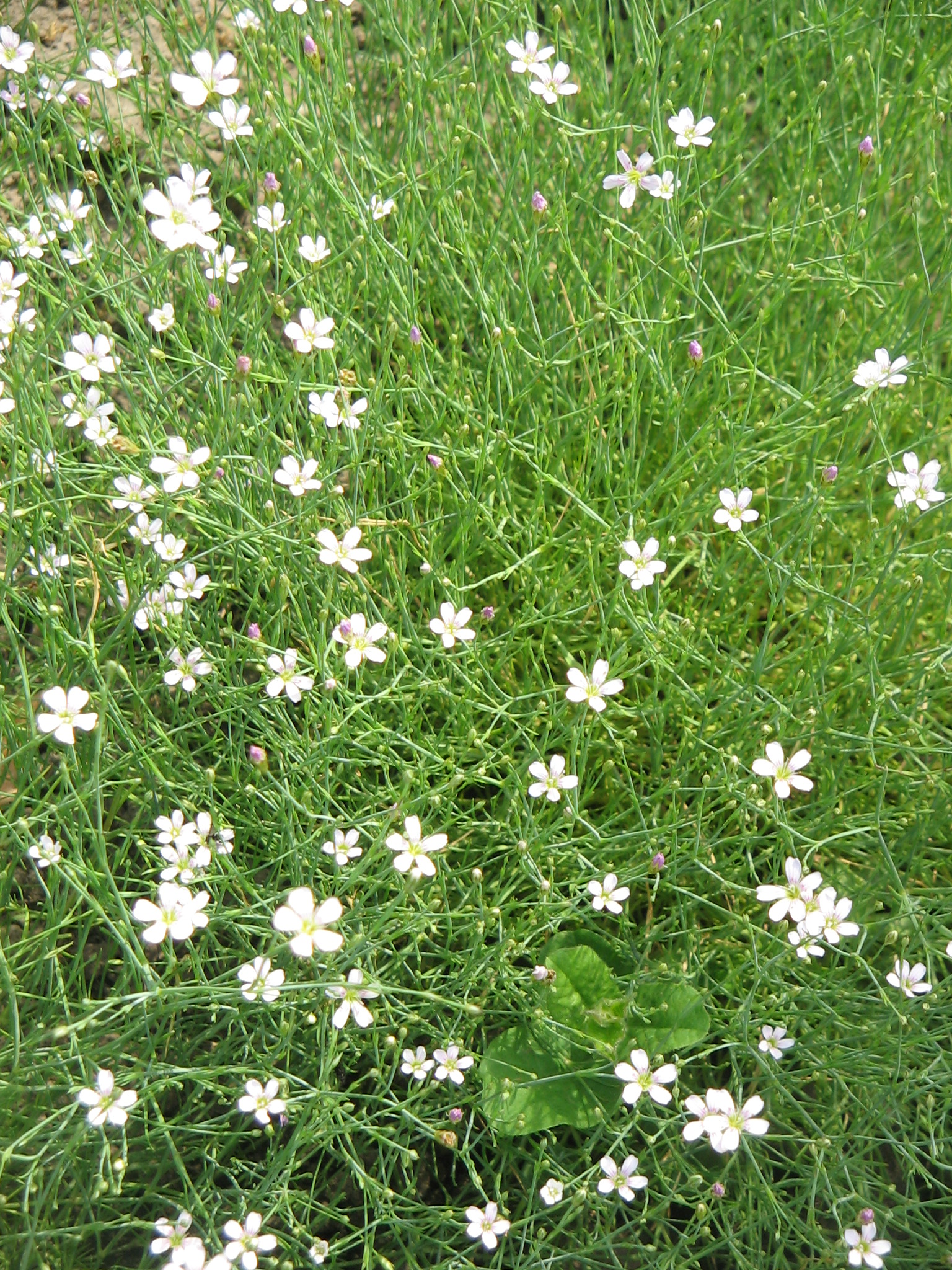
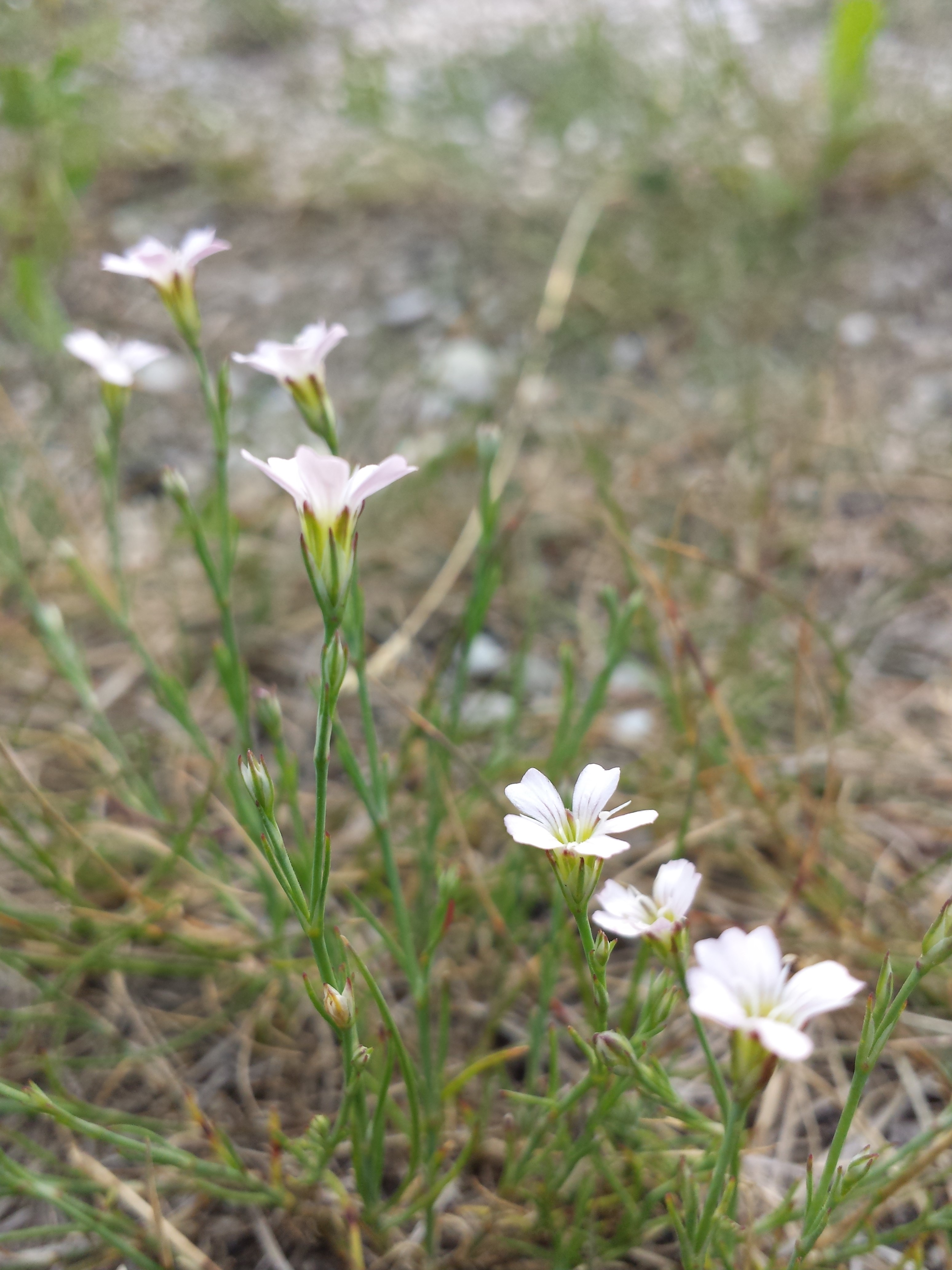